# Mercúrio (mitologia)
Mercúrio, na mitologia romana, associado ao deus grego Hermes, é um mensageiro e deus da venda, lucro e comércio, o filho de Maia, uma Plêiade, e Júpiter. Seu nome é relacionado à palavra latina merx ("mercadoria"; comparado a mercador, comércio). Em suas formas mais antigas, ele aparenta ter sido relacionado ao deus etrusco Turms, mas a maior parte de suas características e mitologia são emprestadas do deus grego, Hermes.
Mercúrio é o deus romano encarregado de levar as mensagens de Júpiter, nasceu em Cilene, monte de Arcádia. Os seus atributos incluem uma bolsa, umas sandálias e um capacete com asas, uma varinha de condão e o caduceu. Quando Proserpina foi raptada, tentou ajudar sua mãe Ceres (Deméter) a resgatá-la dos infernos, intermediando um acordo com Plutão, que raptou e casou com a sobrinha. É o deus da eloquência, do comércio e dos viajantes, a personificação da inteligência. Como seu correspondente grego é o protetor dos rebanhos, dos viajantes e comerciantes: muito rápido, é o mensageiro. O planeta Mercúrio provavelmente recebeu este nome porque se move rapidamente no céu.
Mercúrio influenciou o nome de uma série de coisas em vários campos da ciência, tais como o planeta Mercúrio e o elemento mercúrio.
A palavra mercurial é geralmente usada para se referir a algo ou alguém errático, volátil ou instável, derivado da rapidez dos voos de Mercúrio de um lugar a outro. O termo vem da astrologia e descreve o comportamento esperado de alguém sob a influência do planeta Mercúrio.

## Adoração
Mercúrio não aparece entre os numinosos di indigetes da antiga religião romana. Especialmente, ele incluía o antigo Dei Lucrii quando a religião romana foi sincretizada com a religião grega durante o tempo da República Romana, iniciando-se pelo século IV a.C. No princípio, Mercúrio tinha essencialmente os mesmos aspectos que Hermes, vestindo os sapatos alados talaria e uma petasos alada, e carregando um caduceu, uma baqueta heráldica com duas cobras entrelaçadas que foi o presente de Apolo a Hermes. Ele é frequentemente acompanhado de um galo jovem, mensageiro do novo dia, de um carneiro ou bode, simbolizando fertilidade, e de uma tartaruga, referindo-se à legendária invenção de Mercúrio da lira a partir do casco de uma tartaruga. Como Hermes, ele foi também um mensageiro dos deuses e um deus de mercantilismo, particularmente do mercado de grãos. Mercúrio também foi considerado um deus de abundância e sucesso comercial, particularmente na Gália. Ele foi também, como Hermes, o psicopompo romano, conduzindo almas recém falecidas à vida após a morte. Adicionalmente, Ovídio escreveu que Mercúrio carregou os sonhos de Morfeu do vale de Somno aos humanos dormentes.
O templo de Mercúrio no Circo Máximo, entre os montes Aventino e Palatino, foi construído em 495 a.C. Esse era um local adequado para adorar um deus rápido do comércio e viagem, já que ele era um grande centro de comércio assim como uma pista de corrida. Já que ele ficava entre a fortaleza dos plebeus no Aventino e o centro patrício no Palatino, isso também enfatizava Mercúrio como um mediador.
Pelo fato de Mercúrio não ser uma das divindades antigas sobrevivendo no Império Romano, a ele não foi atribuído um flâmine ("sacerdote"), mas ele tinha uma festividade maior em 15 de maio, a Mercurália. Durante a Mercurália, os mercadores aspergiam em suas cabeças a água da sua fonte sagrada próxima a Porta Capena.

## Sincretismo

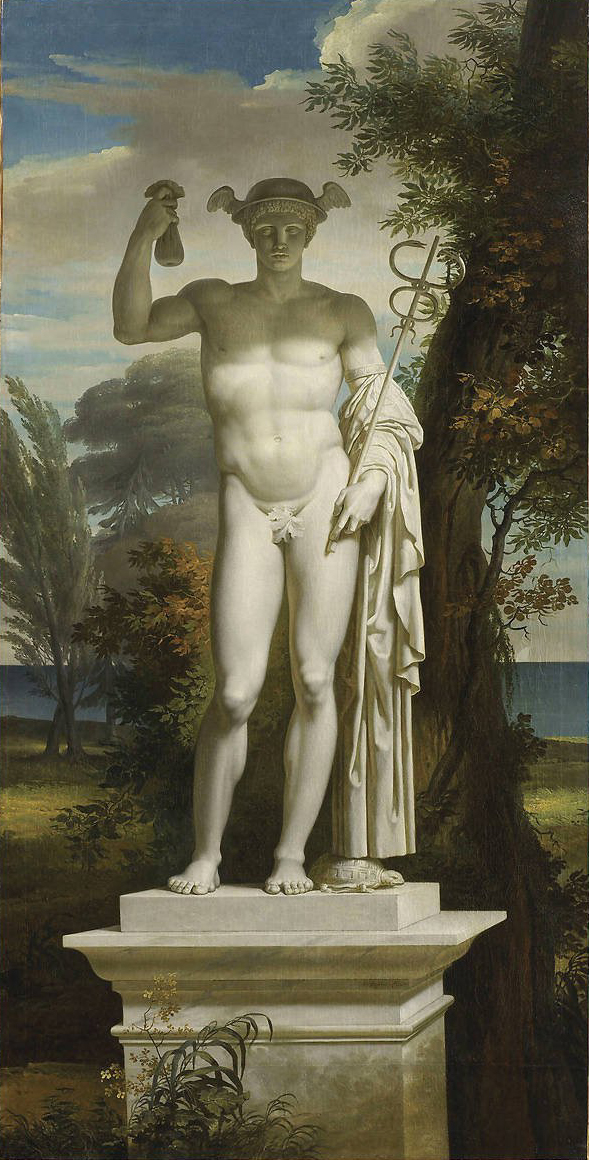
Pintura de uma estátua de Mercúrio por Charles Meynier, (museu da Revolução Francesa)

Quando eles descreveram os deuses das tribos celtas e germânicas, em vez de considerá-las deidades separadas, os Romanos as interpretaram como manifestações locais ou aspectos de seus próprios deuses, um traço cultural chamado interpretatio romana. Mercúrio em particular foi reportado como se tornando extremamente popular entre as nações que o Império Romano conquistou; Júlio César escreveu de Mercúrio sendo o Deus mais popular na Britânia e na Gália, considerado como o inventor de todas as artes. Isso é provavelmente porque no sincretismo romano, Mercúrio foi igualado ao deus celta Lugus, e neste aspecto foi comumente acompanhado pela deusa celta Rosmerta. Apesar de que Lugus pode ter sido originalmente uma deidade de luz ou o sol (apesar de que isso é contestado), similar ao Apolo romano, sua importância como um deus de troca e comércio o fizeram mais comparável com Mercúrio, e Apolo foi em vez disso igualado com a deidade céltica Belenos.
Os Romanos associaram Mercúrio com o deus germánico Odin, por interpretatio romana. O escritor do primeiro século Tácito identifica os dois como o mesmo, e o descreve como o deus chefe dos povos Germânicos. Júlio César, numa seção de sua Guerras da Gália, descrevendo os costumes das tribos Germânicas, escreveu "Os Germânicos adoram principalmente Mercúrio", aparentemente identificando Wotan com Mercúrio.
Em áreas célticas, Mercúrio foi às vezes retratado com três cabeças ou faces, e em Tongeren, Bélgica, uma estatueta de Mercúrio com três falos foi encontrada, com os dois extras sobressaindo de sua cabeça e substituindo seu nariz; isto foi provavelmente porque número três era considerado mágico, fazendo de tais estátuas encantos de boa sorte e fertilidade. Os Romanos também faziam extenso uso de pequenas estátuas de Mercúrio, provavelmente pegando emprestado da tradição da Grécia Antiga e mercadores de Hermae.

## Nomes e epítetos
Mercúrio é conhecido pelos Romanos como Mercurius e ocasionalmente nos escritos antigos como Mercvrivs, Mirqurios ou Mircurios, tinha um número de epítetos representando diferentes aspectos ou funções, ou representando sincretismos com deidades não romanas. Os mais comuns e significantes destes epítetos incluíam:
- Mercurius Artaios, uma combinação de Mercúrio com o deus celta Artaios, uma deidade de ursos e caça que foi adorada em Beaucroissant, França.
- Mercurius Arvernus, uma combinação do celta Arvernus com Mercúrio. Arvernus foi adorado na Renânia, possivelmente como uma deidade particular da tribo dos Arvernos, apesar de que nenhuma dedicação a Mercurius Arvernus é feita em seu território na região Auvérnia da França central.
- Mercúrio Cássio (Mercurius Cassius), uma combinação do deus celta que é equivalente ao deus romano Baco com Mercúrio, adorado como o deus do êxtase religioso que produz frutos.
- Mercúrio Cissônio (Mercurius Cissonius), uma combinação de Mercúrio com o deus celta Cissônio, sobre quem é escrito na área que abrange Colônia, Alemanha até Saintes, França.
- Mercurius Esibraeus, uma combinação da deidade ibérica Esibraeus com a deidade romana Mercúrio. Esibraeus é mencionado apenas em uma inscrição encontrada em Medelim, Portugal, e é possivelmente a mesma deidade que Bandua Isibraiegus, que é invocada em uma inscrição das proximidades da vila de Bemposta.
- Mercúrio Gebrínio (Mercurius Gebrinius), uma combinação de Mercúrio com o deus céltico ou germânico Gebrínio, conhecido por uma inscrição em um altar em Bonn, Alemanha.
- Mercurius Moccus, de um deus celta, Moccus, que foi igualado a Mercúrio, conhecido por evidência em Langres, França. O nome Moccus (“porco”) implica que esta deidade foi conectada com caça de javalis.
- Mercúrio Visúcio (Mercurius Visucius), uma combinação do deus celta Visúcio com o deus romano Mercúrio, atestado em uma inscrição de Estugarda, Alemanha. Visúcio é adorado primeiramente na área fronteiriça entre o império na Gália e Germânia. Apesar que ele foi primeiramente associado com Mercúrio, Visúcio foi também às vezes ligado com o deus romano Marte, como uma inscrição dedicatória a Marte Visúcio (Mars Visucius) e Visúcia, a "contraparte feminina" de Visúcio, foi encontrada na Gália.